# Russula cyanoxantha
Russula cyanoxantha, din încrengătura Basidiomycota în familia Russulaceae și de genul Russula, este o specie de ciuperci comestibile care coabitează, fiind un simbiont micoriza (formează micorize pe rădăcinile arborilor) și denumită în popor vinețica porumbeilor, pâinișoară sau scurt porumbel. Ea se poate găsi în România, Basarabia și Bucovina de Nord oriunde în grupuri mai mici, în Păduri de foioase și de conifere, prin luminișuri, pe pajiști, de la câmpie la munte, din (mai) iunie până în octombrie (noiembrie).

## Taxonomie
În anul 1774, ciuperca a fost descrisă pentru prima dată de savantul, micologul și superintendentul luteran german Jacob Christian Schäffer sub numele Agaricus cyanoxanthus, în volumul 4 al marii sale opere Fungorum qui in Bavaria et Palatinatu circa Ratisbonam nascuntur Icones din 1774, cum este menționat de exemplu în Mycobank, iar marele marele micolog și botanist Elias Magnus Fries a redenumit numele generic în volumul 2 al lucrării sale Monographia Hymenomycetum Sueciae din 1863, alăturând specia genului Russula.
Celelalte denumiri sunt acceptate sinonim, dar nu au fost niciodată uzate în cărți științifice, astfel se pot neglija.
Vinețica porumbeilor a  fost desemnată ciuperca anului 1997 de către Asociația Germană de Micologie.

## Descriere

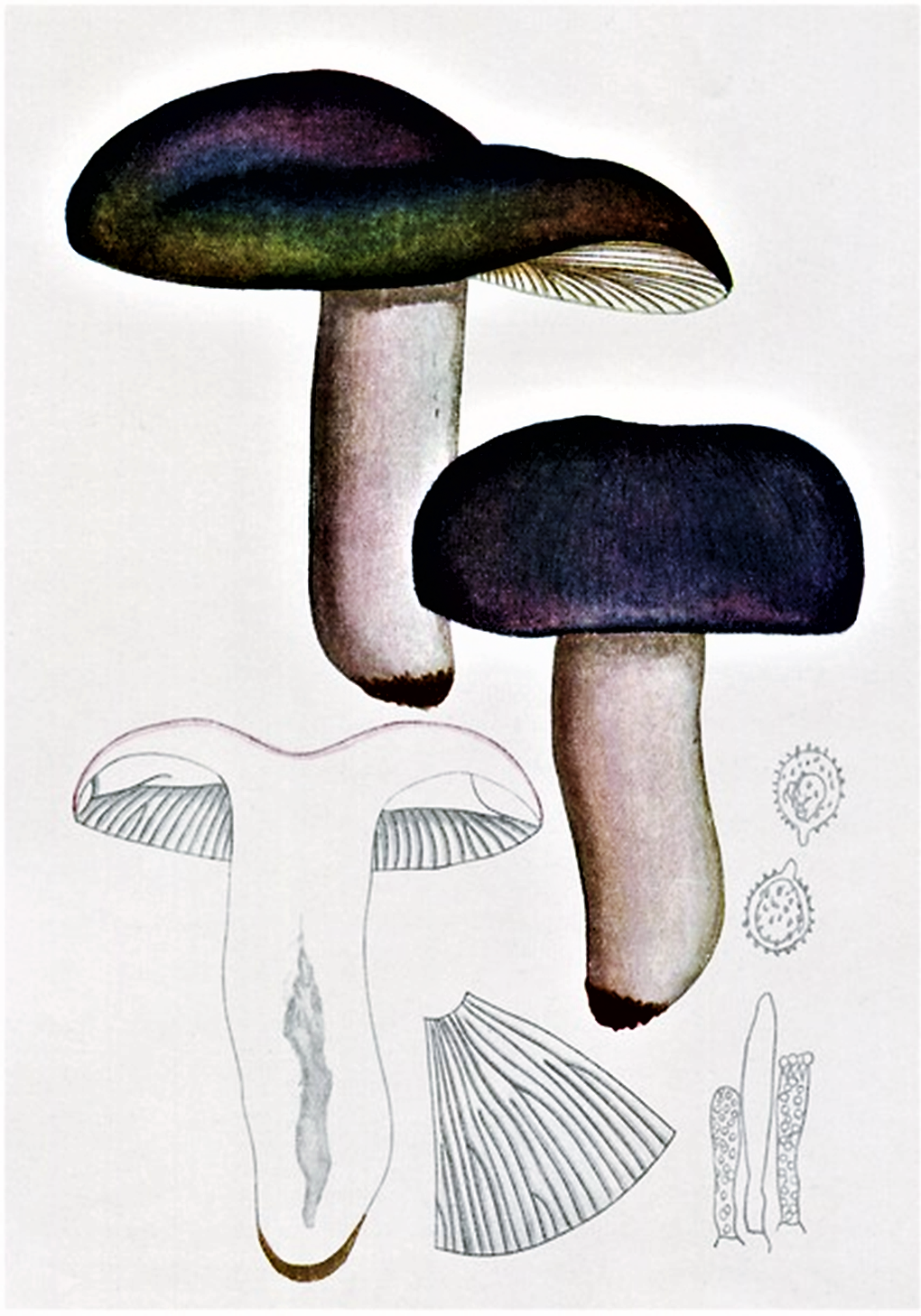
Bres.: R. cyanoxantha

- Pălăria: este de mărime medie pentru ciuperci plin dezvoltate cu un diametru de aproximativ 4-15 cm, inițial semisferică, apoi plată și ușor adâncită în centru, dar și concavă, cu marginea întâi răsfrântă spre picior și apoi întinsă, uneori ondulată sau crestată, compactă și cărnoasa. Cuticula care poate fi parțial cojită, este netedă,  lucioasă și umedă, striată fin radial. Culoarea pălăriei diferă relativ mult, putându-se schimba de la tipicul violet-negricios și violet-albastru spre violet la verzui, gri-violet, adesea oară cu reflexe albastru-verzuie precum pătate multicolor.
- Lamelele:  sunt dese, bifurcate, bulboase, moi, nu țăndărind, lipindu-se la pipăit și unite cu piciorul și puțin decurente. Ele sunt albe ca creta câteodată cu nuanțe ușoare albăstruie sau de albastru-verzui. Sporii sunt aproape rotunzi și punctați, pulberea lor este albă.
- Piciorul: are o înălțime de 4-10 cm și o lățime de 1,5-2,5 cm, fiind bont și cărnos, relativ îngroșat la mijloc, și subțiat la bază, cu o suprafață brumată, zgrunțuroasă și făinoasă. Tija este la început plină, apoi spongioasă, la sfârșitul maturizării devine goală în totalitate sau numai parțial. Ea este de obicei albă, având uneori tonuri violete cu pete mici brune, mai dese sau mai rare.
- Carnea: este densă și foarte compactă, câteodată chiar granuloasă, cu miros imperceptibil și gust dulceag. Ea este albă, nu devenind gri la contact cu aerul. Carnea pălăriei sub cuticulă este colorată ciclamen. El este singurul burete al genului Russula care nu se decolorează mereu sulfat de fier.[5][6]
- Caracteristici microscopice: are spori rotunjori, ceva alungiți cu o mărime de 6,8-8,5 x 6,0-7,5 microni. Suprafața este ornamentată de mulți negi, înalți până la 0,5 microni precum fin reticulați între ei. Basidiile de 45-55 x 9-10 microni în formă de măciucă poartă 4 sterigme. Multele cistide (= cystidium, celule sterile între basidii și himenul) de pe muchiile și suprafața lamelelor, care au o mărime de în mediu 30-55 x 4-6 microni, se colorează cu sulfovanilină ușor albastru.[10]
- Reacții chimice: Buretele se colorează cu acid sulfuric în cuticulă ruginiu până galben-verzui, cu anilină mai întâi roșu, apoi negru, cu fenol maro, cu Hidroxid de potasiu maroniu, cu naftolul α albastru ca cerneala, cu rezorcină baza piciorului după 5 minute roz și după un timp îndelungat brun sau negru, cu sulfat de fier slab măsliniu sau galben-verzui (câteodată reacție negativă), cu sulfovanilină în lamele violet și cu tinctură de Guaiacum verde (carnea și lamelele).[11][12]

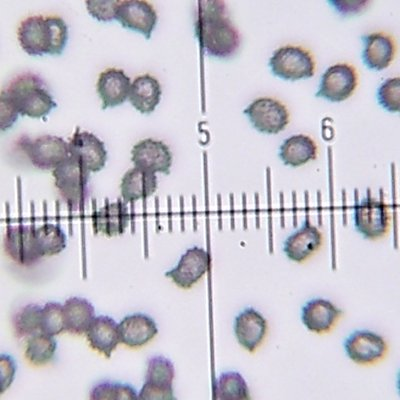
R. cyanoxantha, spori
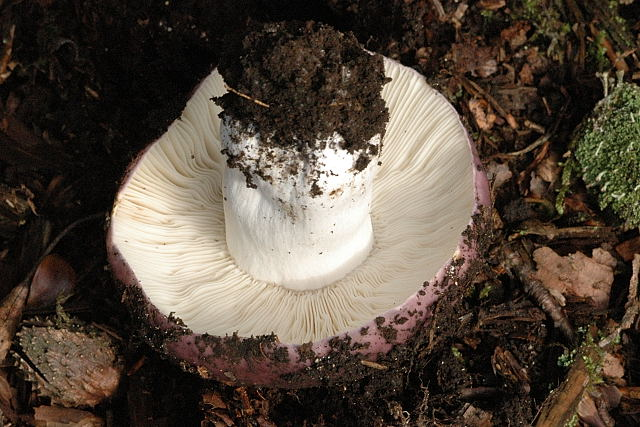
R. cyanoxantha, lamele și picior
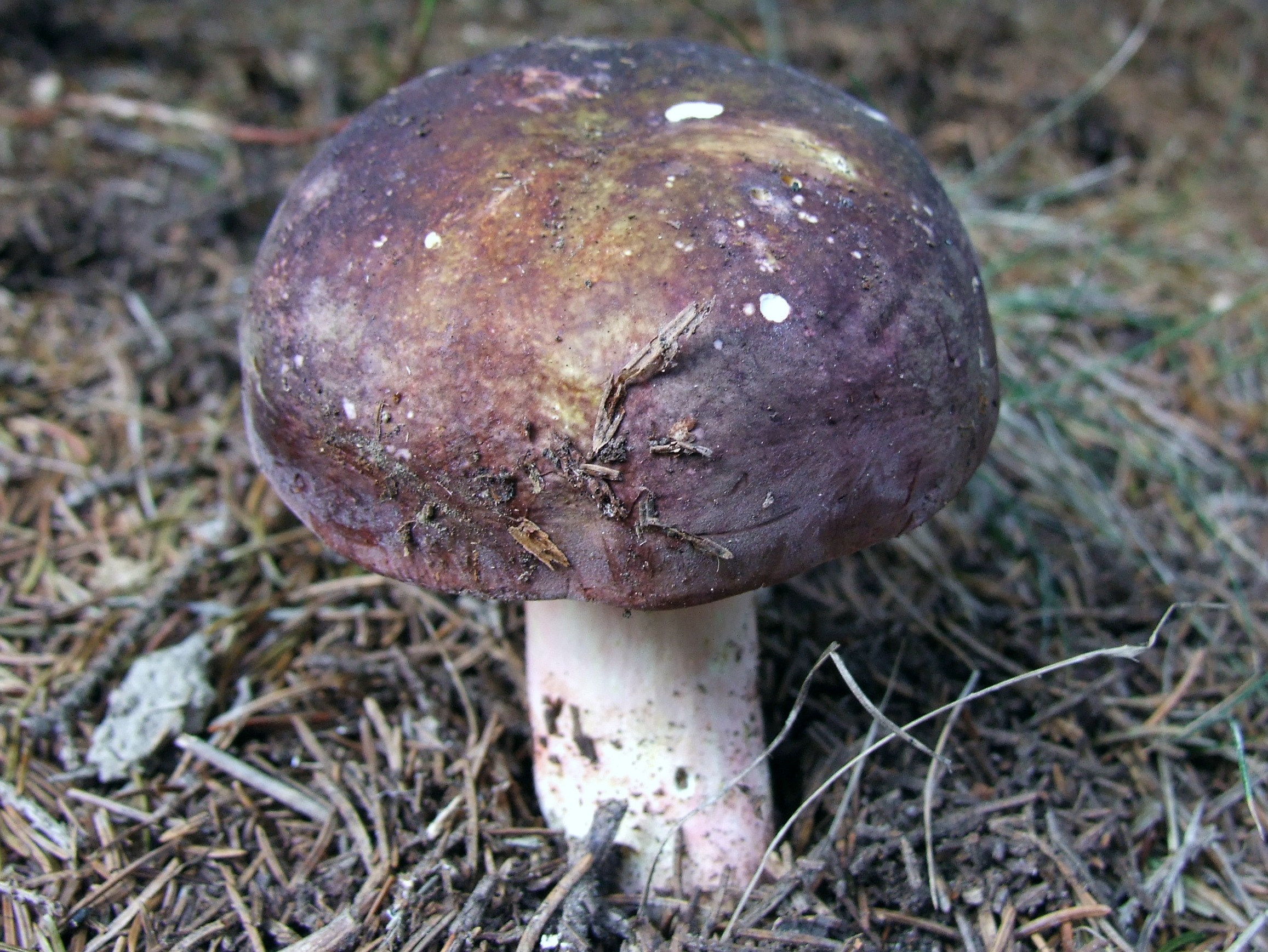
R. cyanoxantha tânără
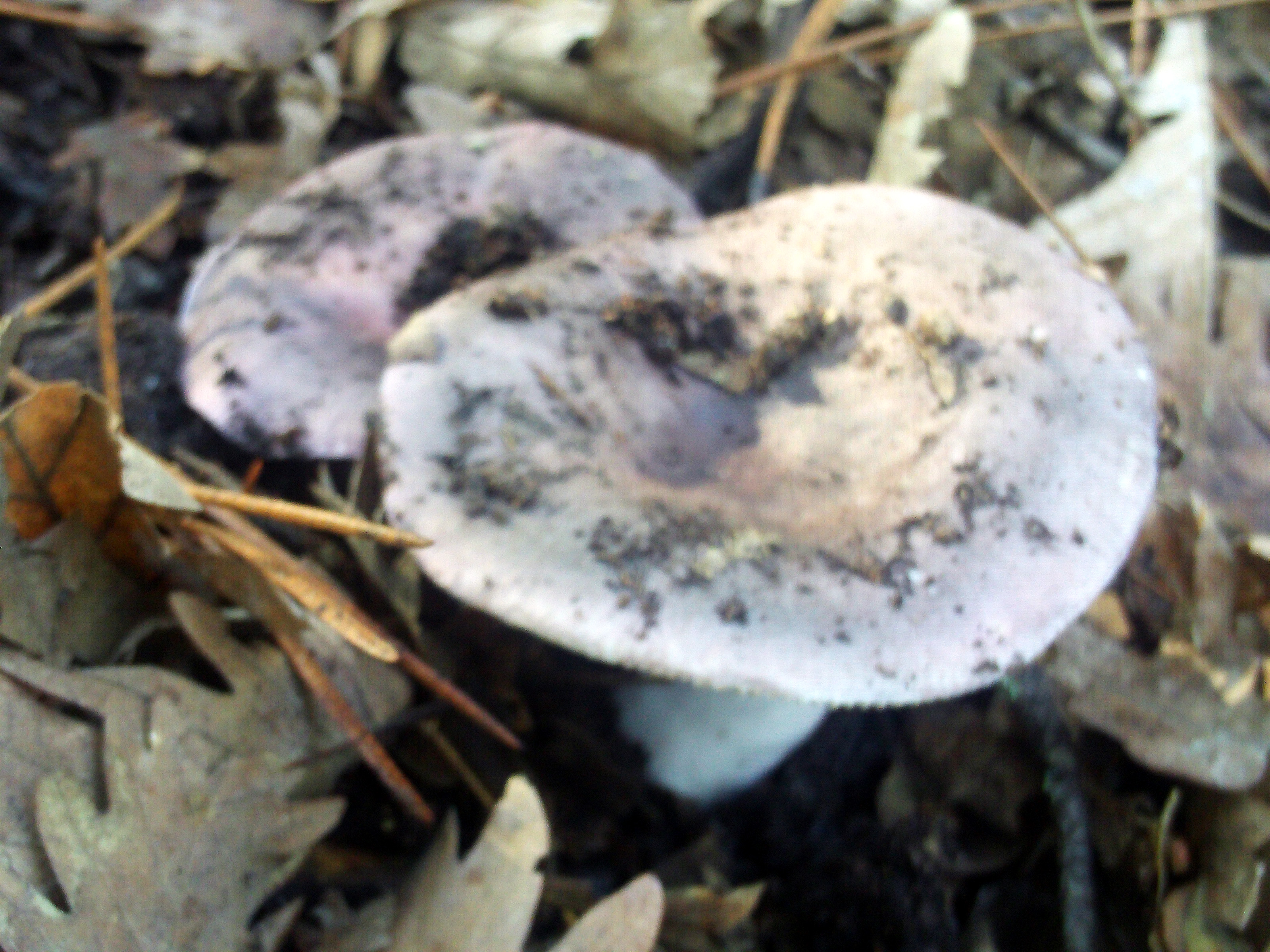
R. cyanoxantha bătrâne
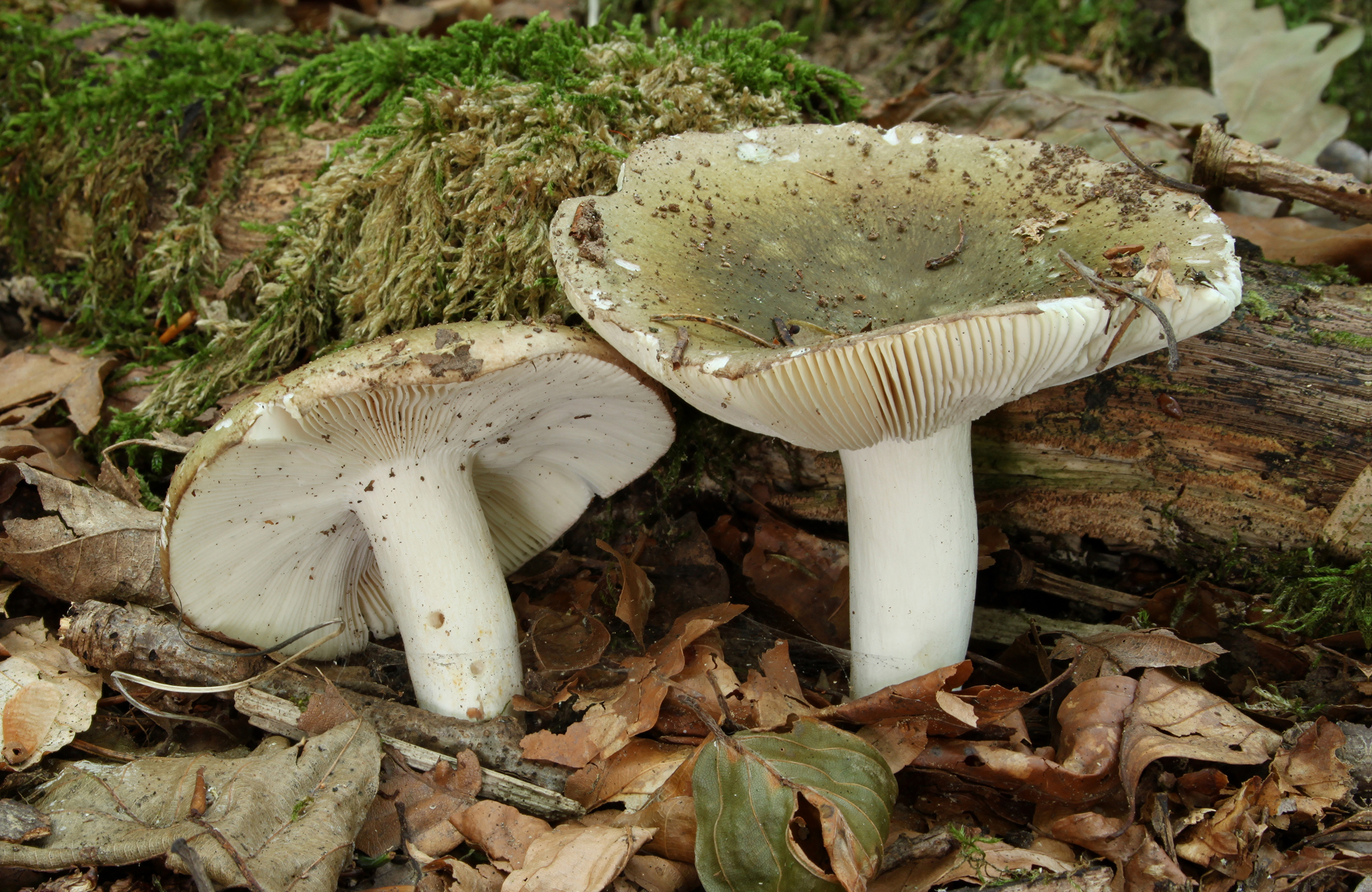
R. cyanoxantha mai verzuie

## Confuzii
Porumbelul este ușor de recunoscut datorit culorii pe care o are carnea pălăriei sub cuticulă. La o privire superficială, ar putea fi confundat cu Russula integra, Russula mustelina, Russula vesca precum Russula vinosa sin. Russula obscura (carnea devenind gri la contact cu aerul),  tot așa de gustoase, mai departe cu Russula aeruginea (vinețica porcului), Russula alutacea (lamele galbene), Russula atropurpurea, Russula azurea, Russula grisea, (burete de spin, vinețică cenușie), Russula lilacea sin. Russula carnicolor,
Russula nauseosa, Russula viscida (cu pete de ocru pe pălărie), sau Russula xerampelina (miros de creveti respectiv heringi), cu toate comestibile, dar de valoare ceva maiscăzută.
Dar și ciuperci necomestibile ca Russula badia sin. Russula friesii, (miroase ca o cutie de țigară, ca cedru, la început de gust dulce, după scurt timp însă extrem de iute), Russula queletii, (foarte iute, usturoiară precum otrăvitoare) sau Russula sardonia (lamele galbene, tare lăcrimoase, carne foarte iute precum ușor otrăvitoare) O confuzie cu buretele mortal Amanita phalloides se interzice, acesta având mereu volvă, bulb și manșetă perfect vizibile.

## Specii asemănătoare

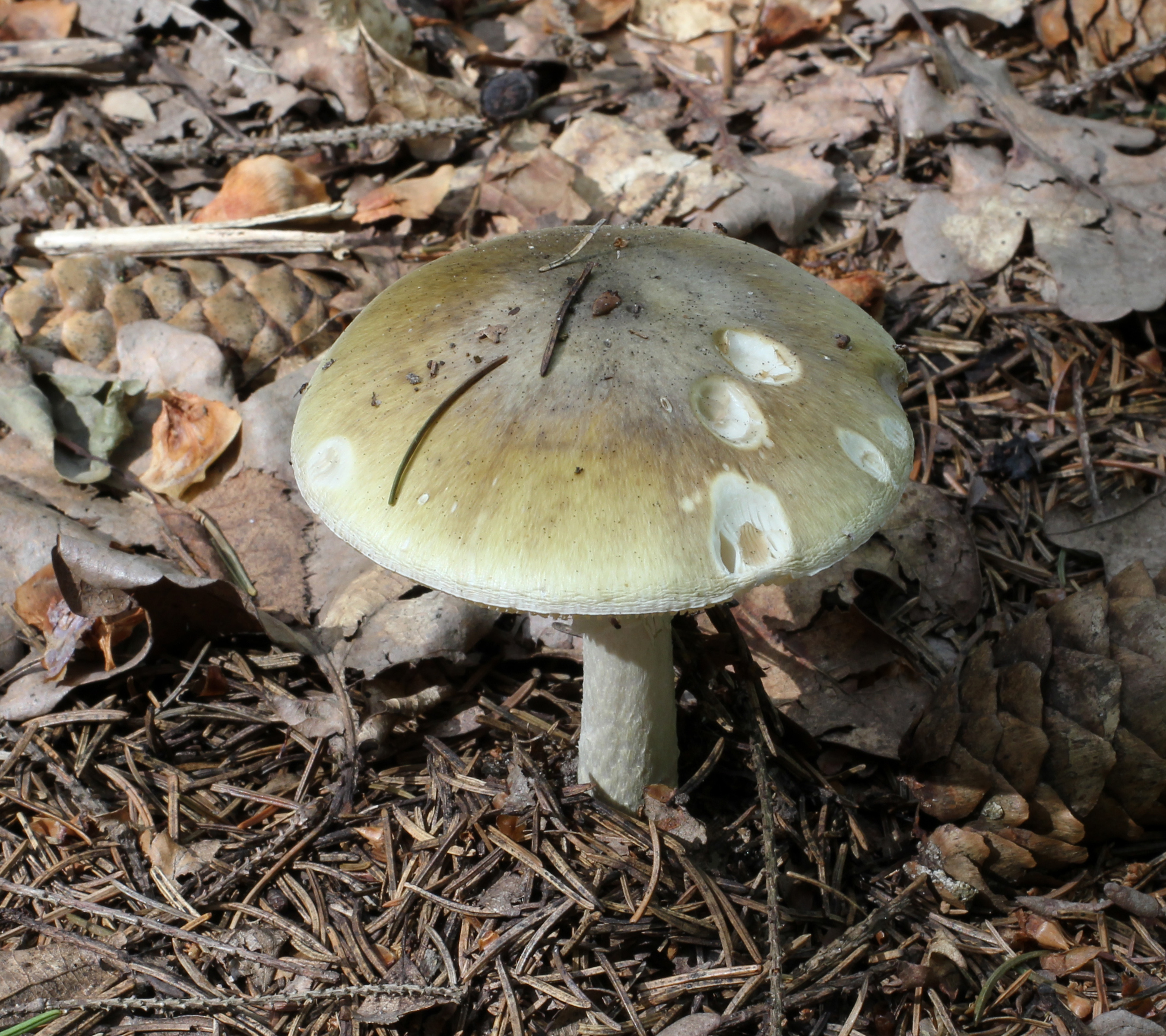
!!! Amanita phalloides !!!
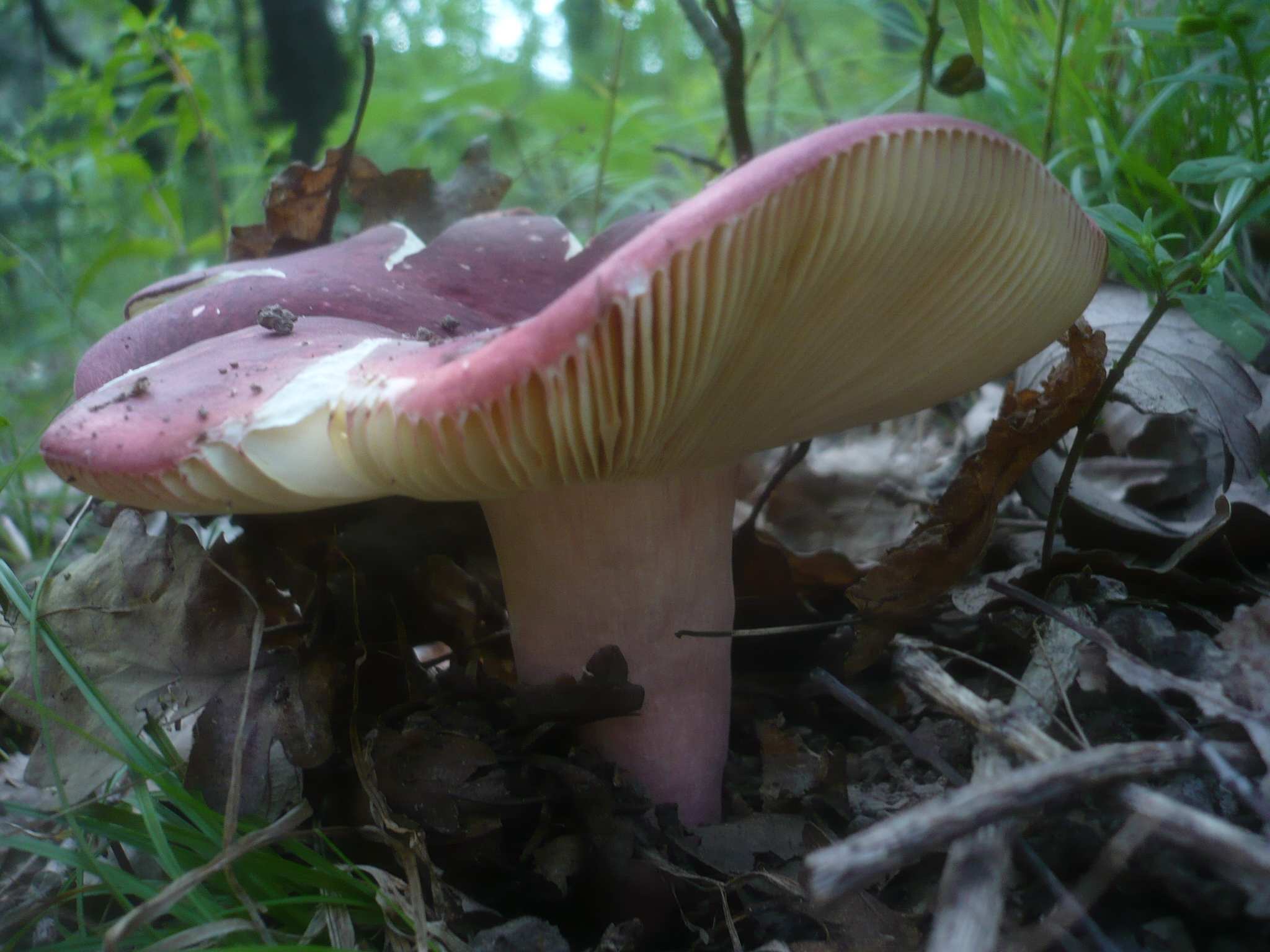
Russula alutacea
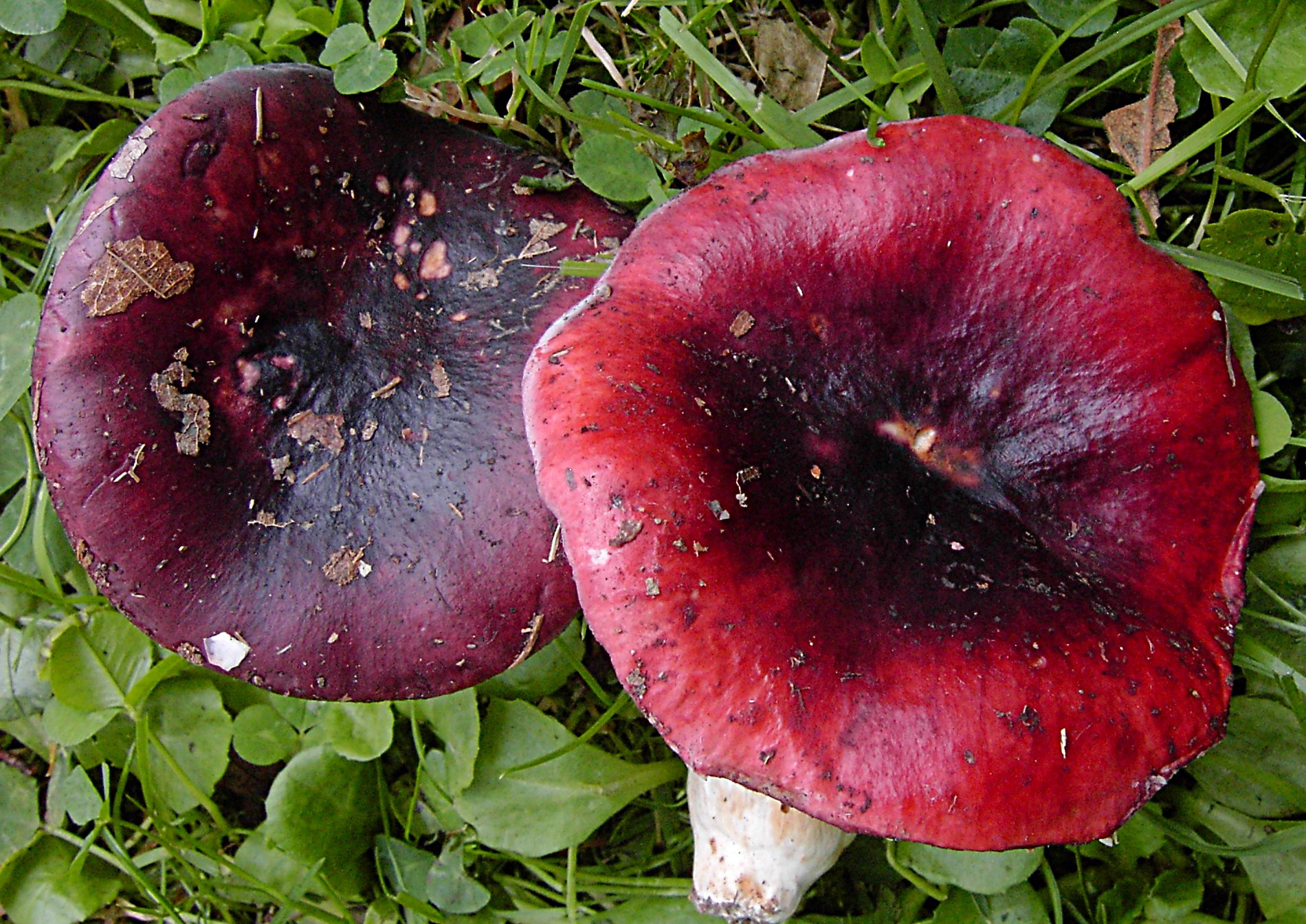
Russula atropurpurea
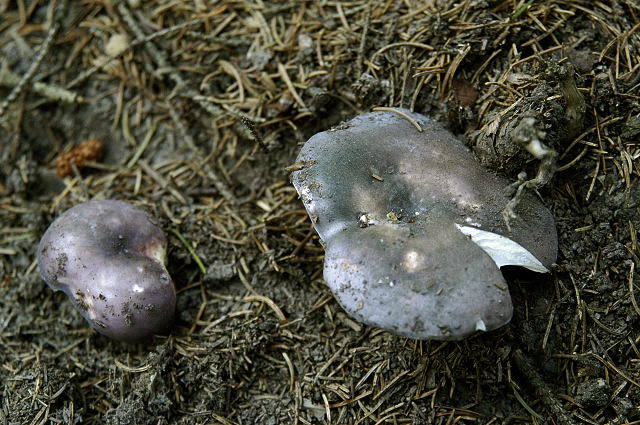
Russula azurea
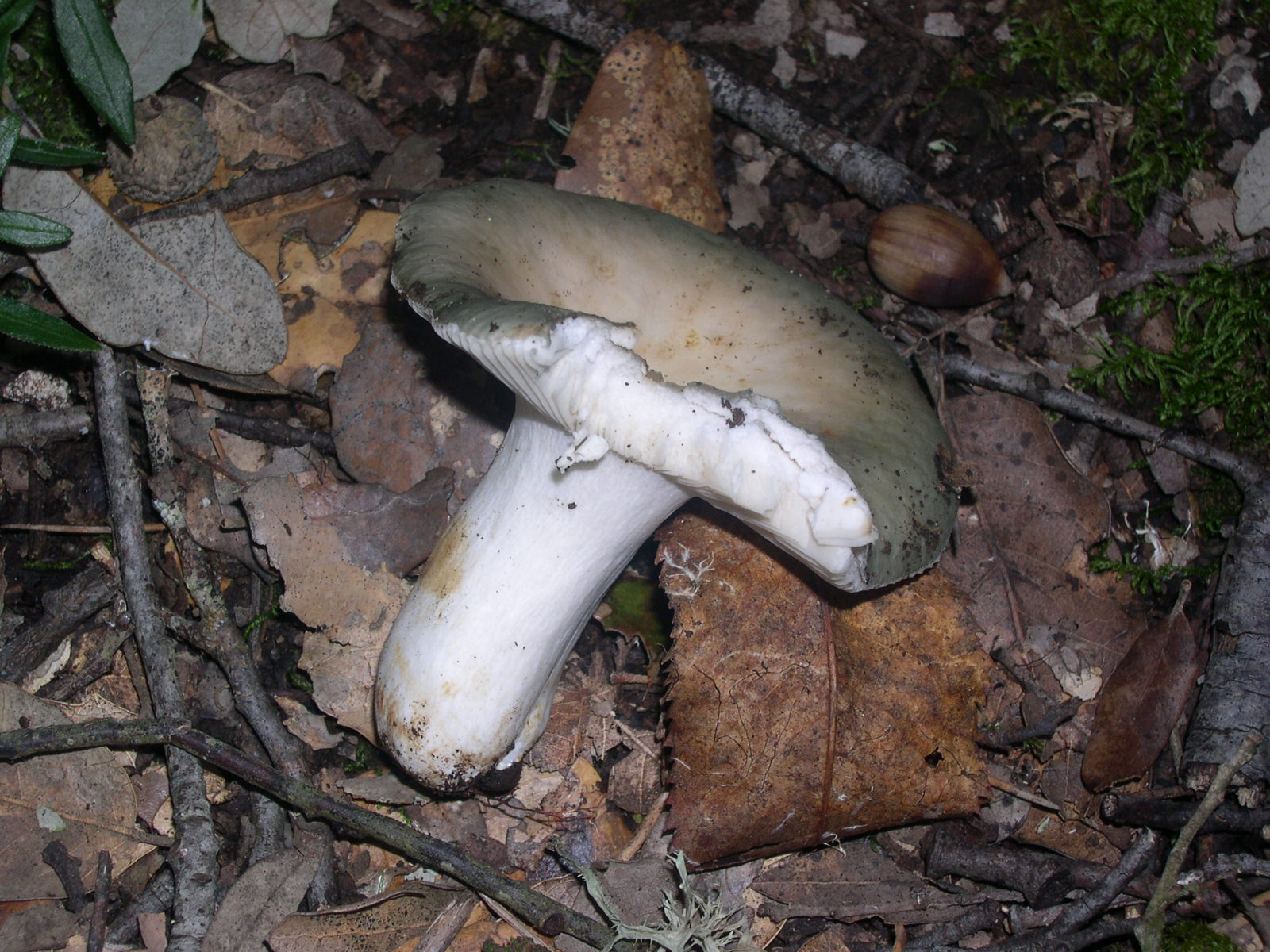
Russula grisea
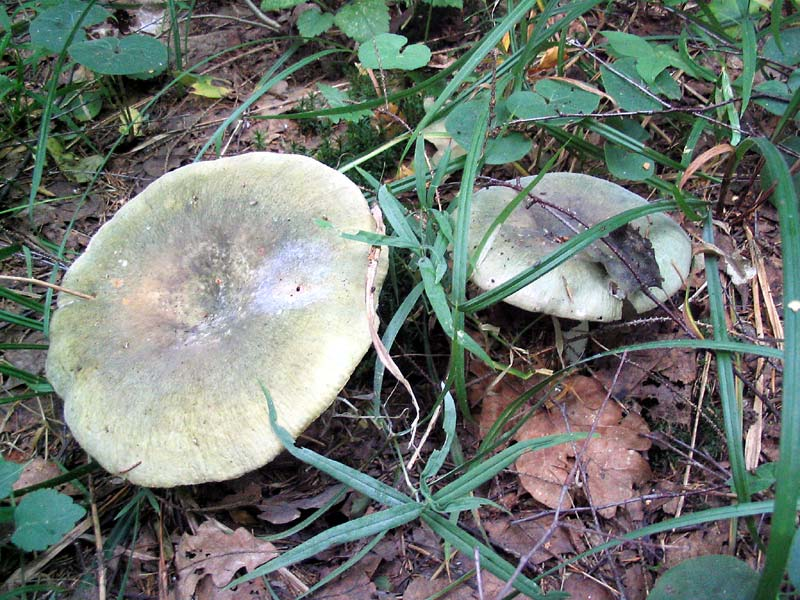
Russula aeruginea
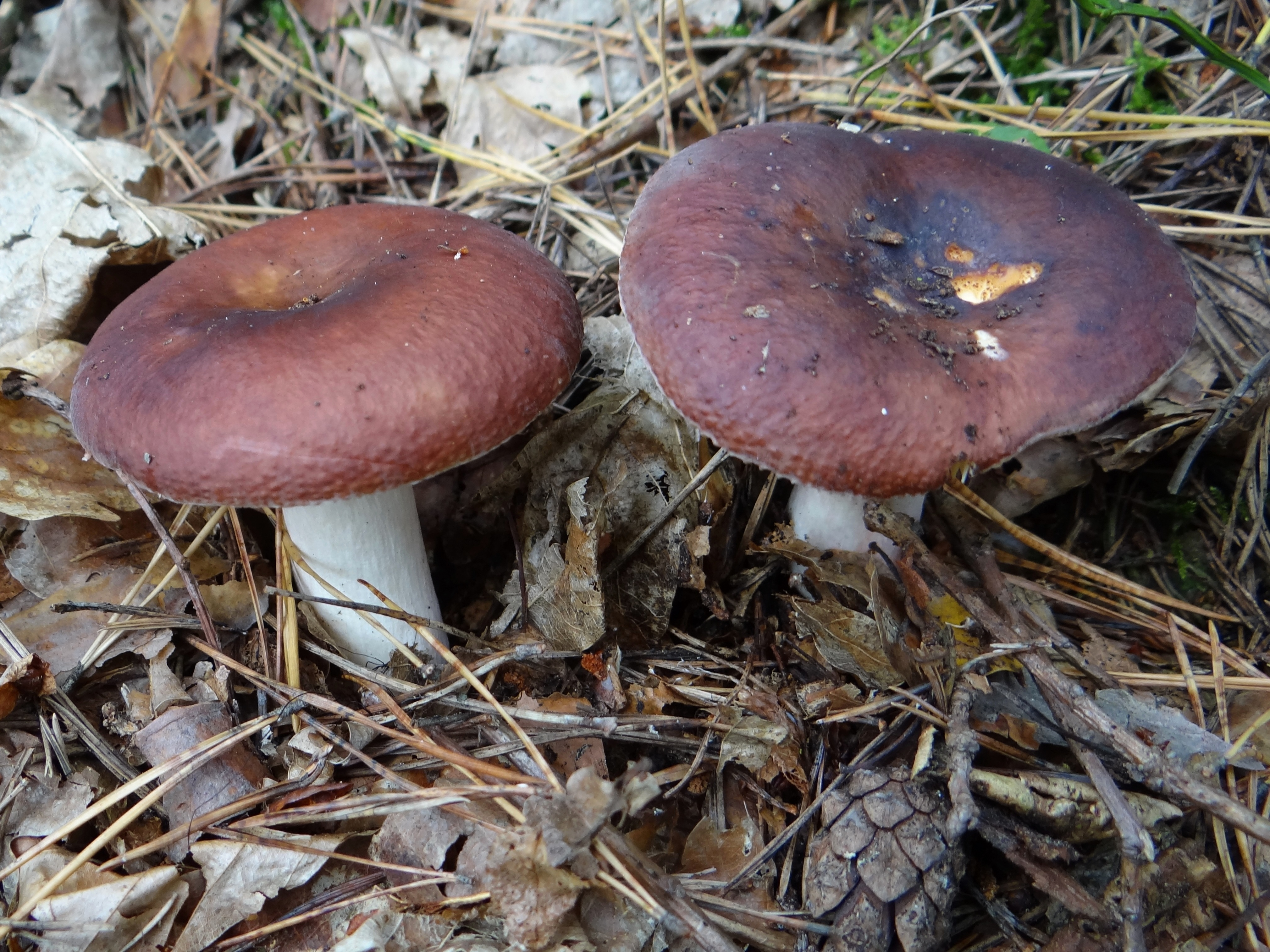
Russula integra
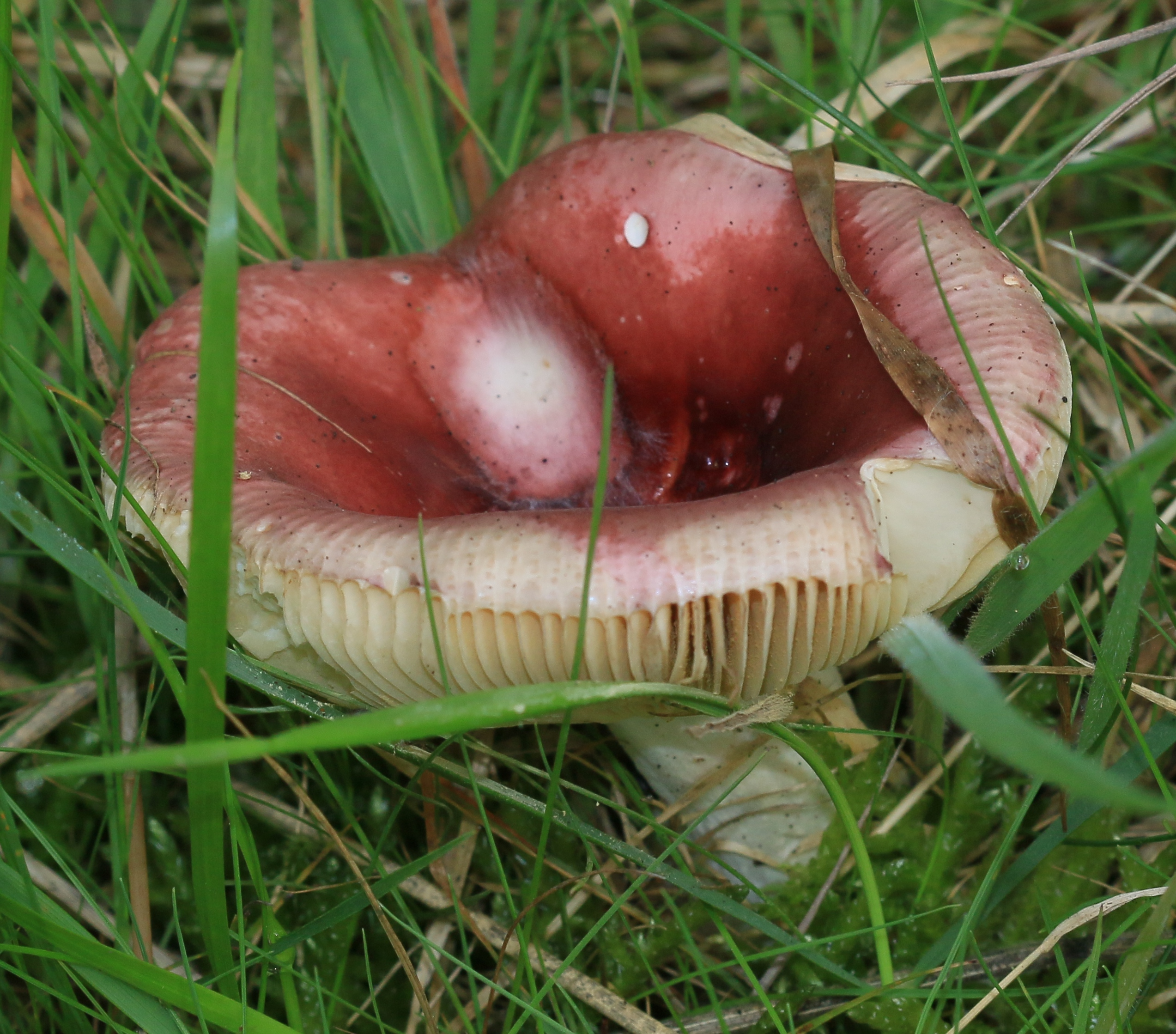
Russula lilacea
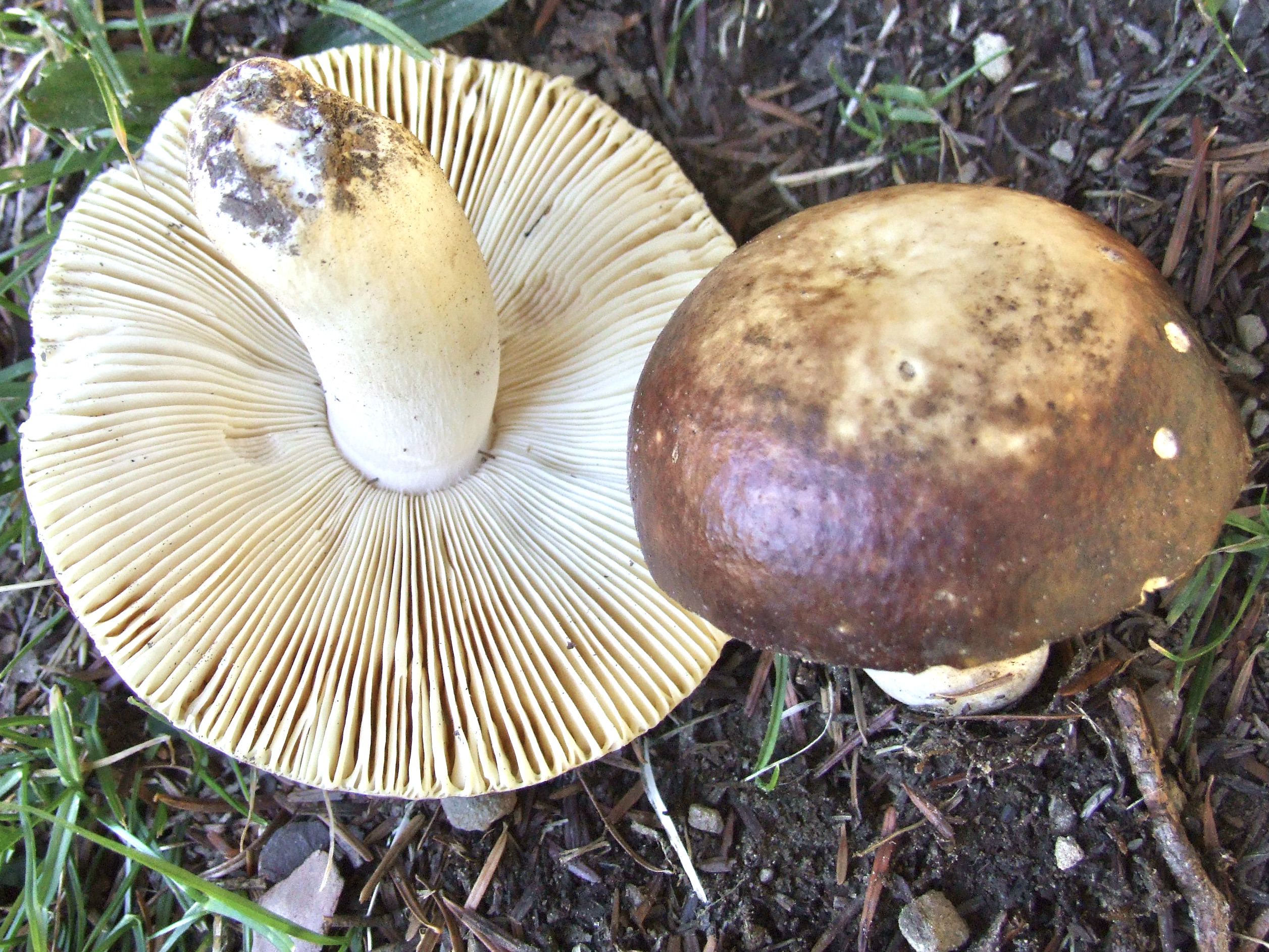
Russula mustelina

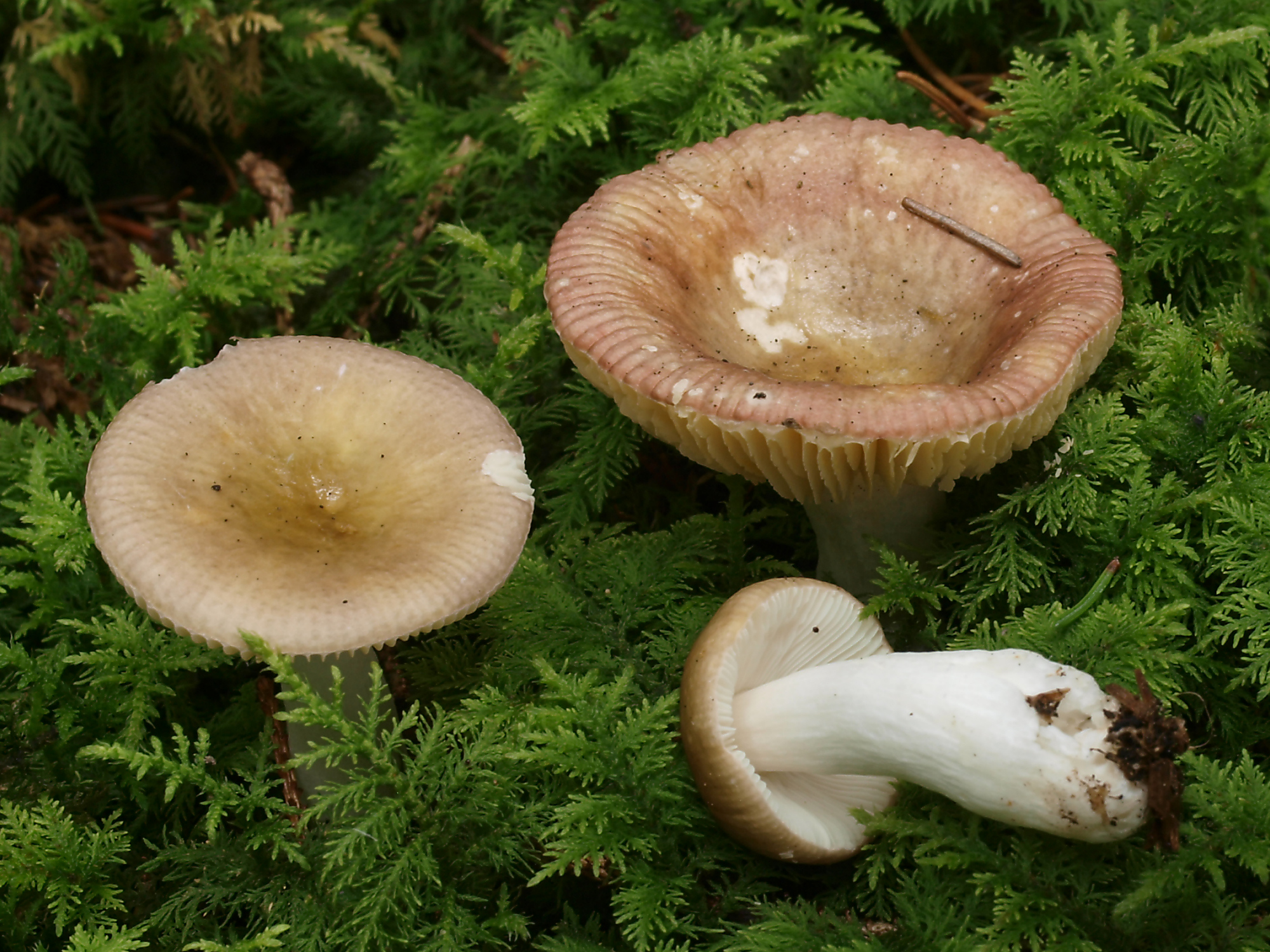
Russula nauseosa
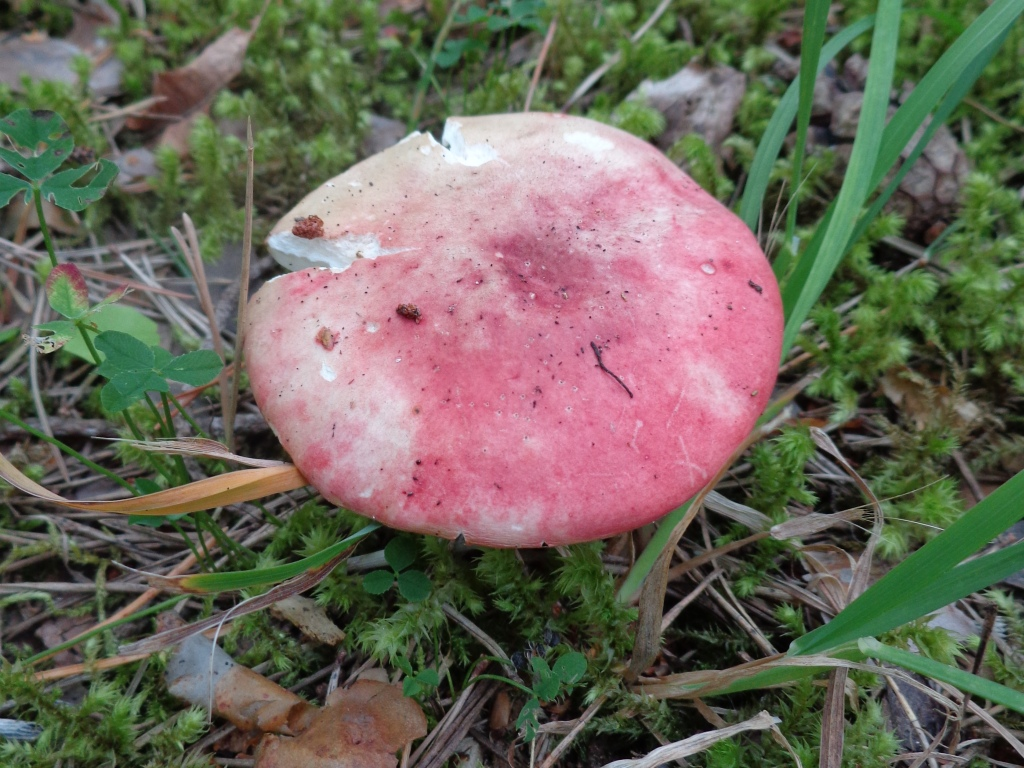
Russula vesca
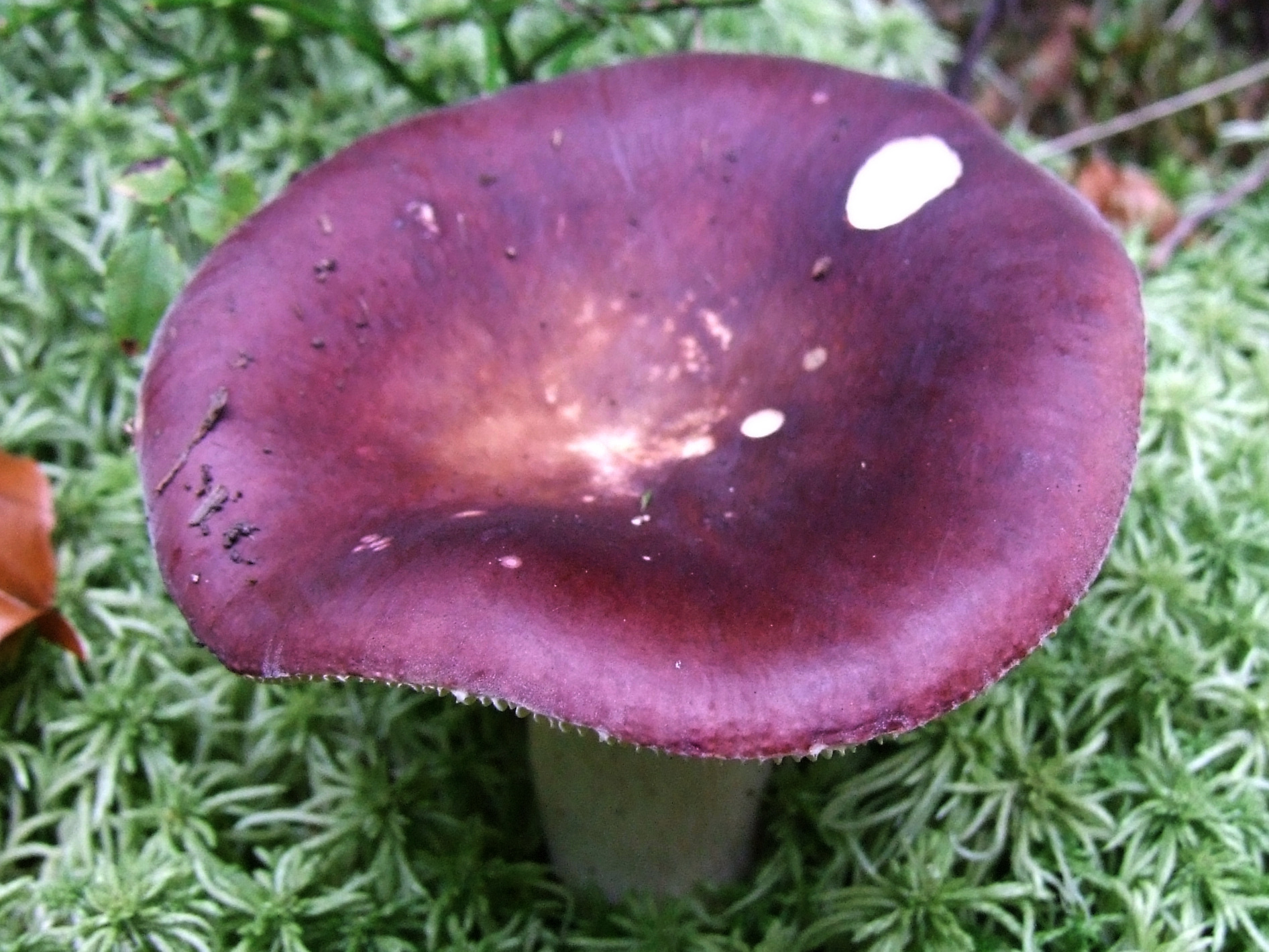
Russula vinosa sin. obscura
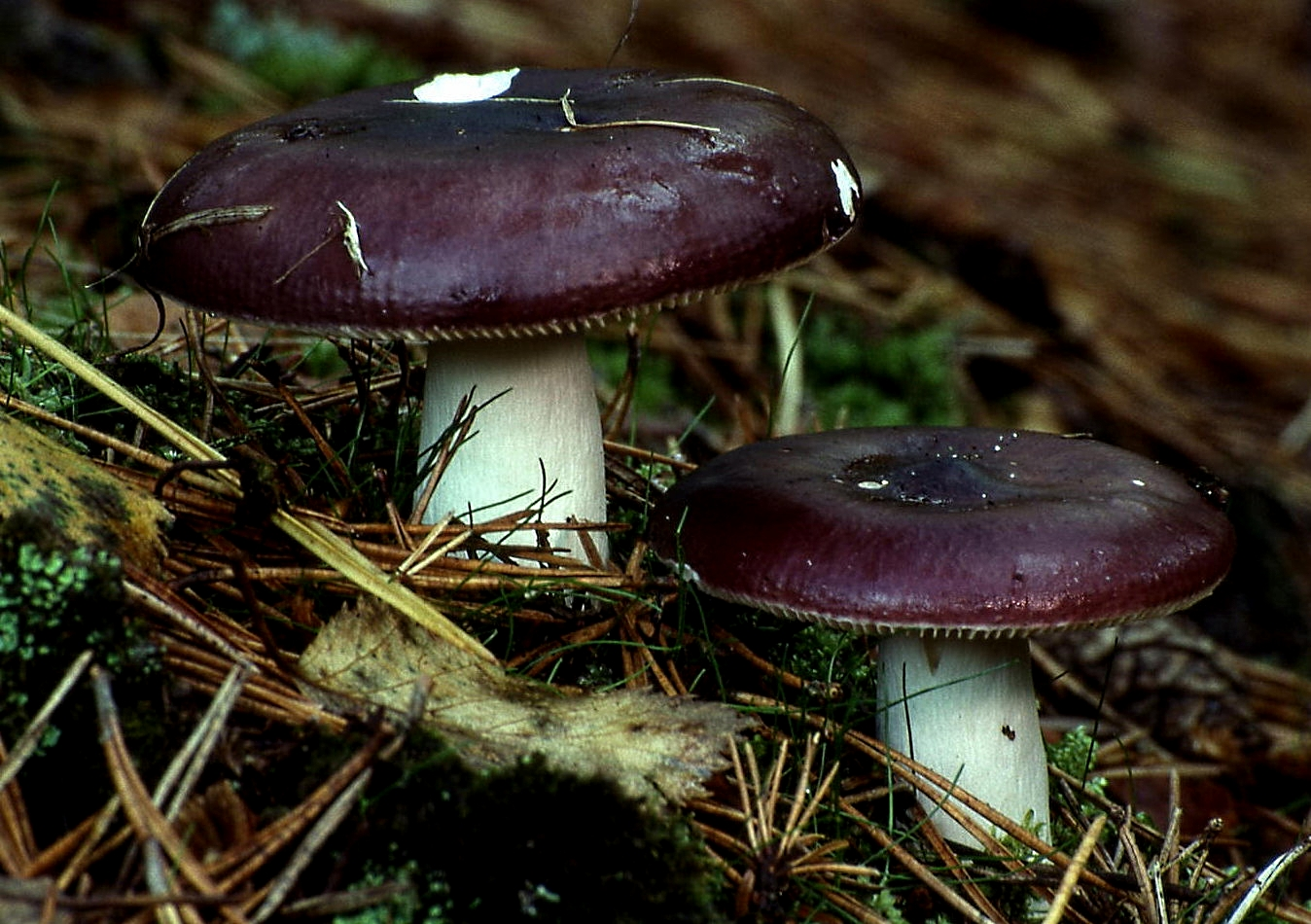
Russula viscida
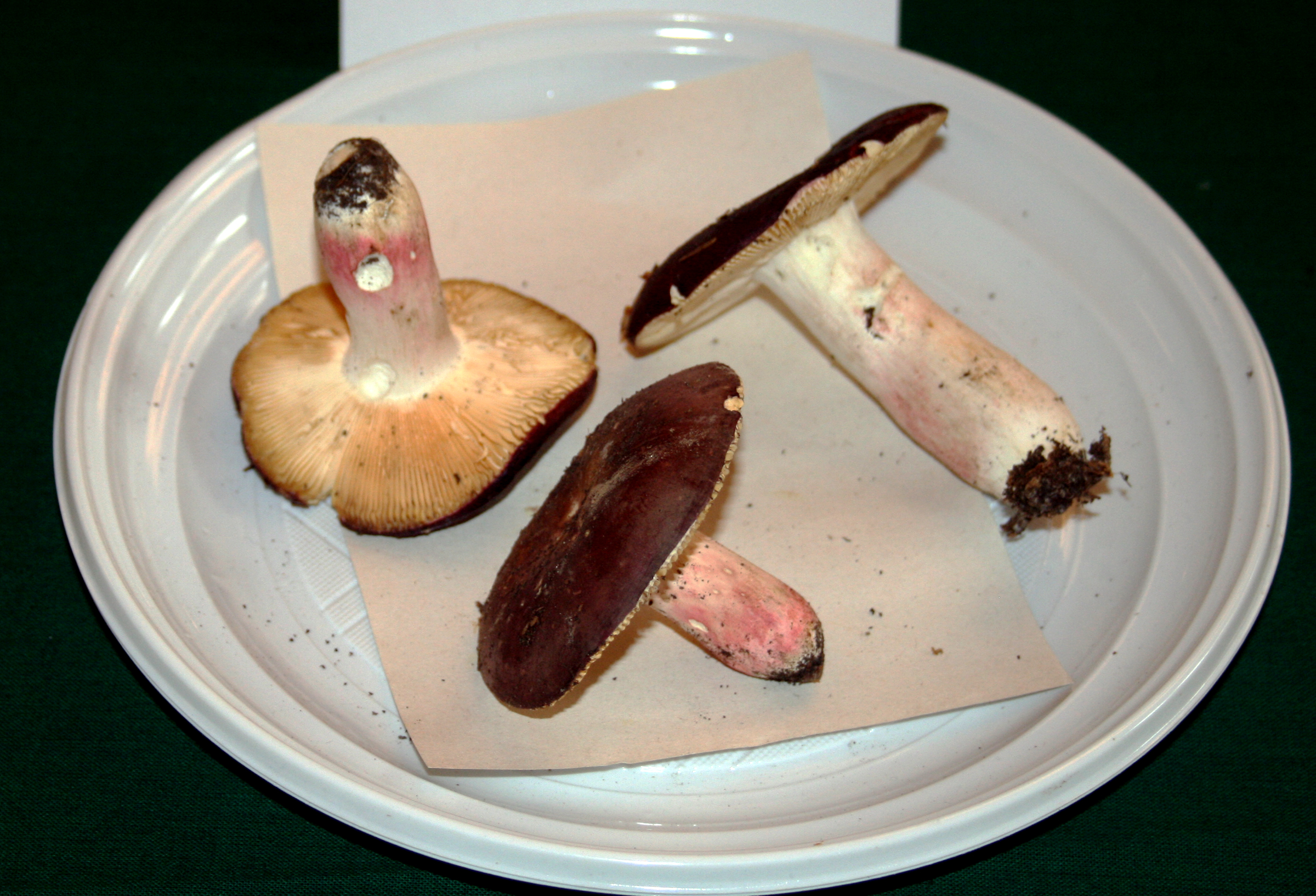
!  Russula badia  !
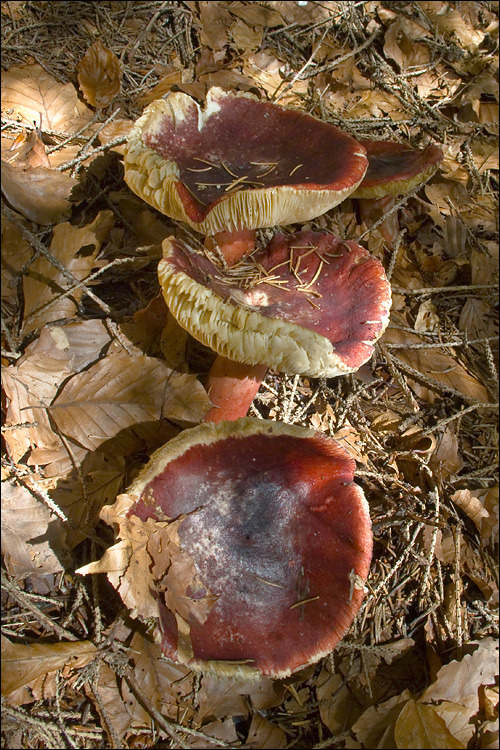
!!  Russula queletii  !!
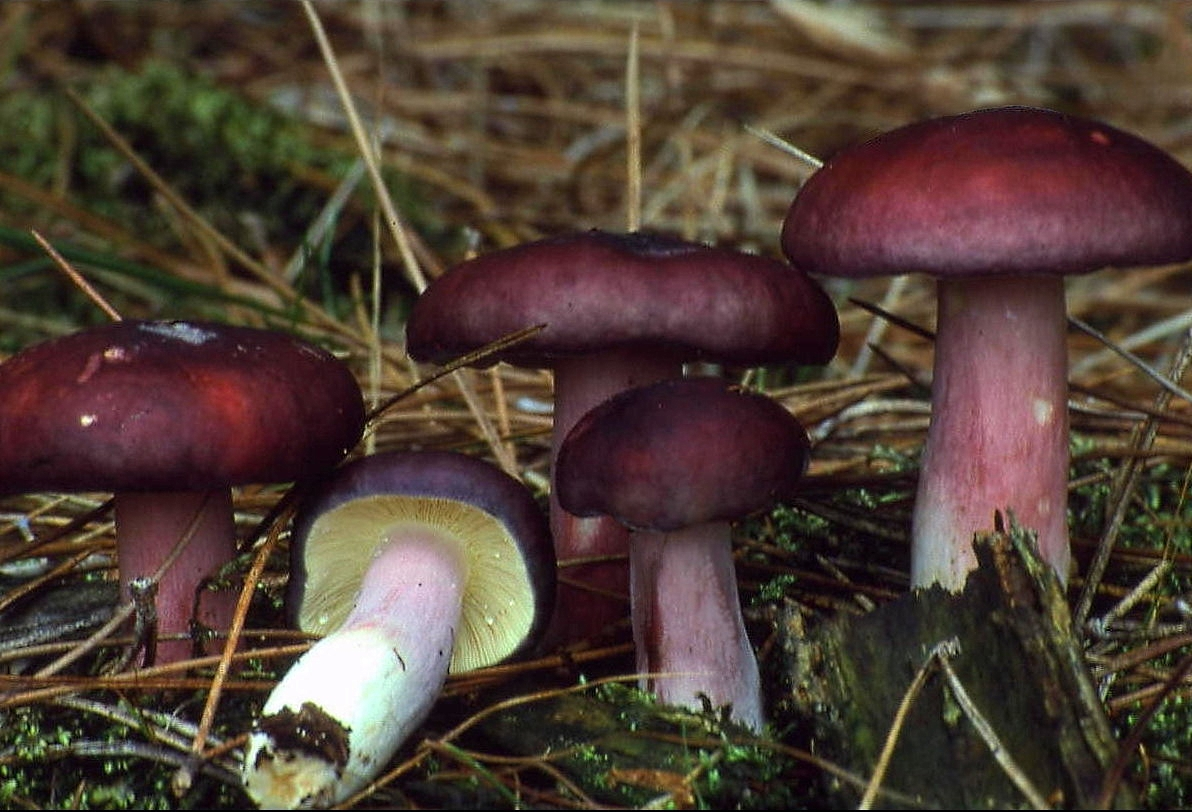
!!  Russula sardonia  !!
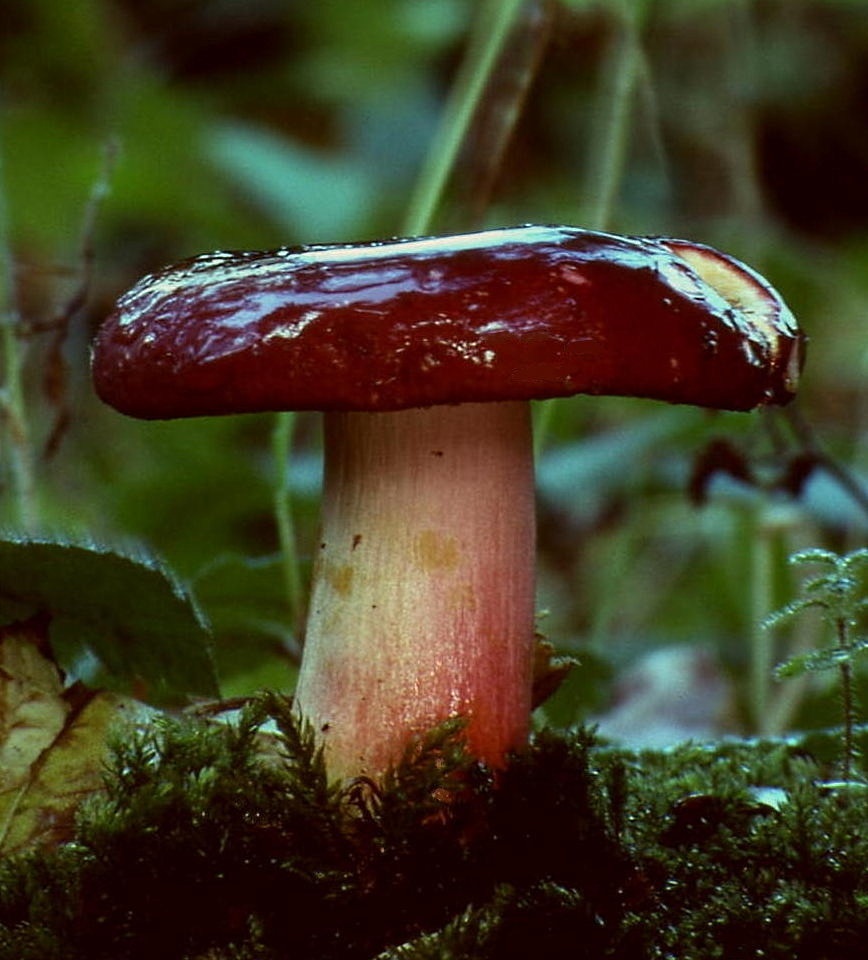
Russula xerampelina

## Valorificare
Vinețica porumbeilor este, datorită cărnii foarte dense și compacte, pentru unii, o ciupercă excelentă pentru consum, pentru alții, din cauza lipsirii de miros, mai puțin. Ea poate fi ingerată cel mai bine tânără, tăiată fin și crudă într-o salată cu maioneză, hrean, verdețuri sau cu hrean și frișcă precum pe mod ardelean, friptă, cu cepe, boia ardei, smântână și pătrunjel tocat. Porumbelul poate fi pregătit de asemenea la grătar cu unt „à la maître d'hôtel”. Uscat, singur nu este de mare valoare, dar el poate fi amestecat cu alți bureți de pădure.

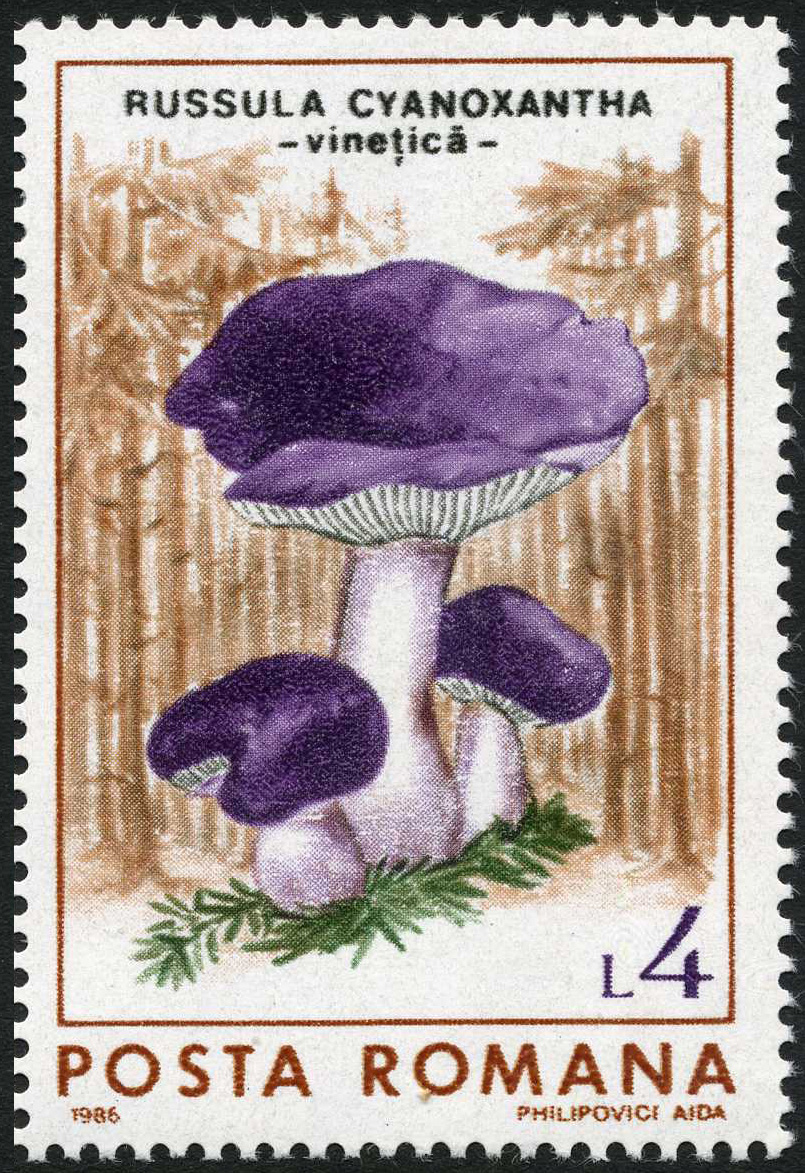
Vinețică, Poșta Română 1986